# Lucchini Engineering

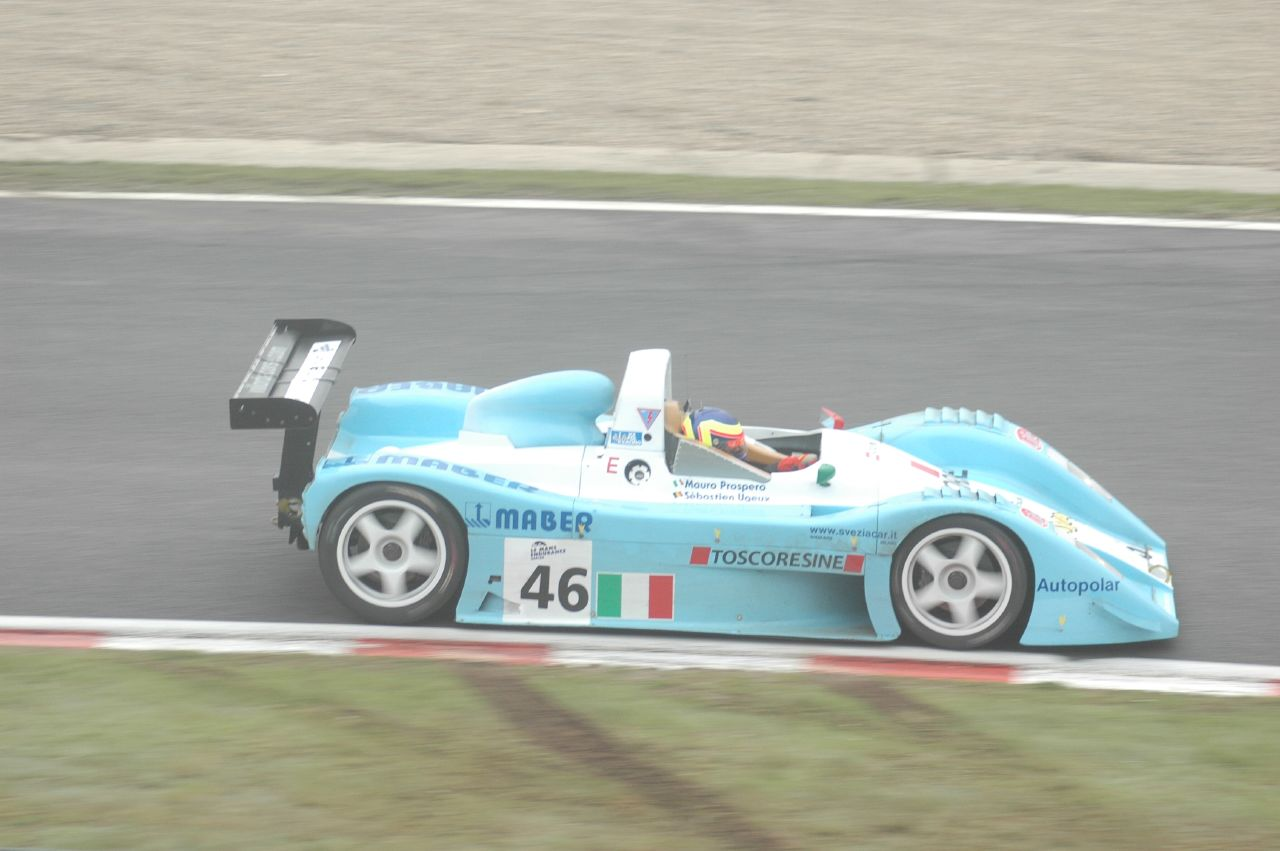
Lucchini SR2-Alfa Romeo 3.0 12V beim 000-km-Rennen von Spa-Francorchamps 2005

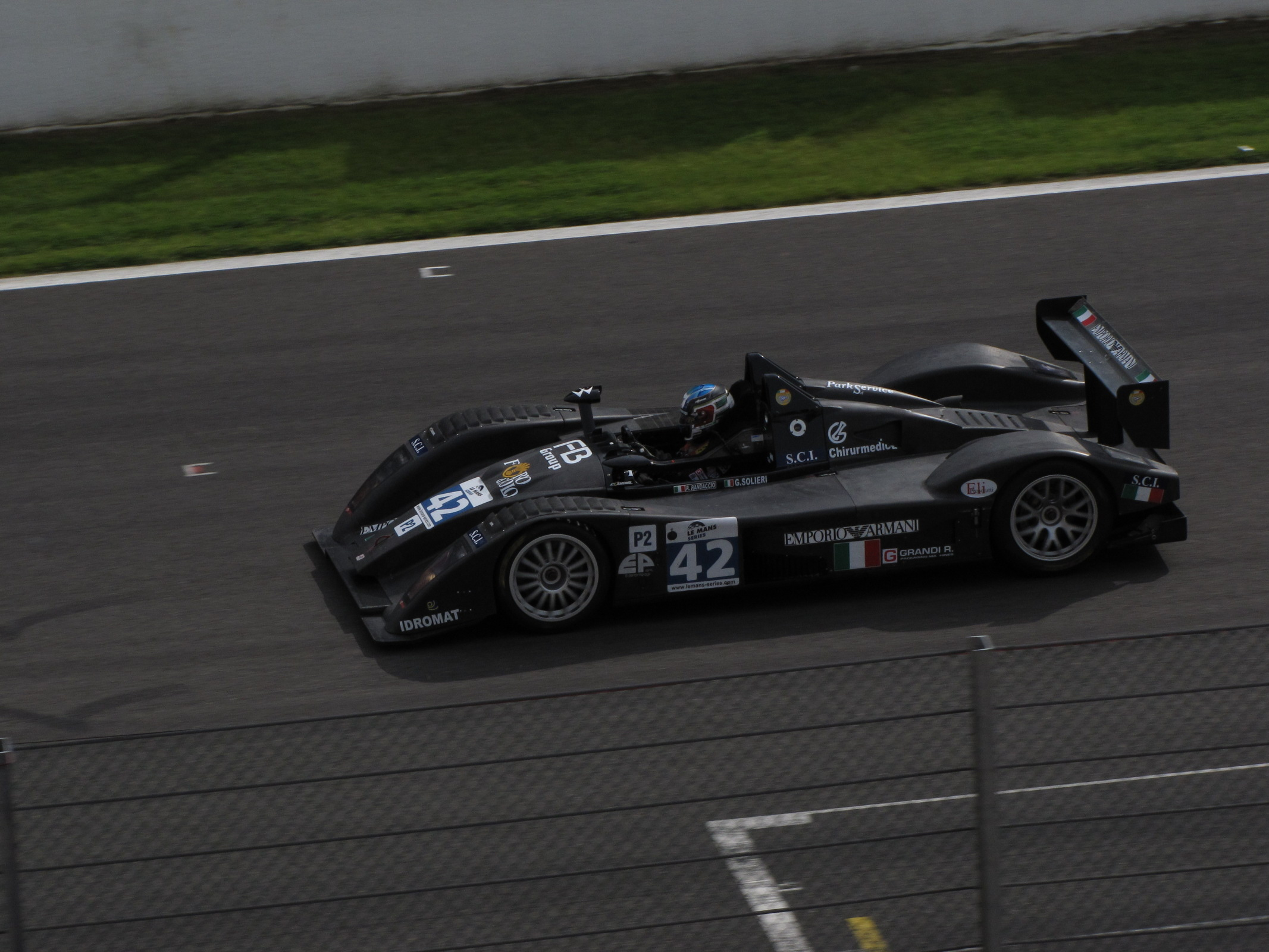
Lucchini LMP2/08 beim 1000-km-Rennen von Spa-Francorchamps 2009

Lucchini Engineering  ist ein italienischer Sportwagenhersteller und Betreiber des Rennsportteams Lucchini Corse.

## Geschichte
Das Motorsportunternehmen wurde 1980 von Giorgio Lucchini in Porto Mantovano gegründet und fertigt eine Vielzahl von offenen Sportwagenprototypen die für den Einsatz bei Bergrennen in der Gruppe CN sowie in der Le-Mans-Prototypen Serie für Langstreckenrennen zum Einsatz kommen. Die verschiedenen Fahrzeuge wurden mit Motoren von Alfa Romeo, BMW, Ford, Opel, Judd oder auch Nissan angetrieben.
Lucchini hatte einige Erfolge über die Jahre, einschließlich des Gewinns der FIA Sportscar Championship Team- und Konstrukteursmeisterschaft in der SR2-Klasse in den Jahren 2002 und 2003.  Die Fahrzeuge von Lucchini gewannen auch verschiedene europäische Bergrennmeisterschaften, wie zum Beispiel der Schweizer Philippe Darbellay 1991 mit einem Lucchini S289. 2006 gewann Filippo Francioni mit einem Lucchini-Alfa Romeo 12V die italienischen Prototypen-Meisterschaften. Giampiero Consonni fuhr in den 1990er Jahren bei den italienischen Meisterschaften mit Sportprototypen Fahrzeuge von Lucchini und gewann auch einige Rennen.
Ab 2008 wurden noch LMP2-Prototypen mit Judd-Motoren gefertigt, die in der Le-Mans-Series eingesetzt wurden. Fahrer waren die italienischen Piloten Marco Didaio, Filippo Francioni und Mirco Savoldi.
Obwohl es weltweit noch zahlreiche Lucchini Rennwagen gibt, ist jedoch der Verbleib des Sportwagenherstellers ungeklärt, vermutlich wurde 2009 die Fertigung eingestellt. Bei historischen Motorsportrennen sind noch zahlreiche Lucchini Fahrzeuge anzutreffen. Ein bekanntes Fahrzeug aus dem Jahr 1986 (Serie SN86) ist im Besitz des deutschen Rennfahrers Helmut Bross.

## Produzierte Rennwagen
Auszug: Modellbezeichnung,  Motor, Baujahr:
- SN86-33, Alfa Romeo 2.5, 1986
- SP288-050, BMW, 1988
- S289/055, Alfa Romeo, 1989
- SP390/072,nach Kundenwunsch, 1990
- SP390/073, Alfa Romeo 3.0 24V, 1990
- SP90/077, Alfa Romeo, 1990
- SP91/084, Alfa Romeo 3.0 12V, 	1991
- SP91/085, nach Kundenwunsch, 1991
- P394/102, Alfa Romeo 3.0 24V,	1994
- P3-94M-105, BMW, 1994
- P3-95M-111, BMW, 1995
- P3-95M-115, Alfa Romeo, 1995
- P3-96/116, Alfa Romeo,	1996
- P3-96M-124, BMW, 1996
- P1-97/130, BMW, 1997
- P1-98/132, BMW, 1998
- P1-98/133, Alfa Romeo,	1998
- P1-98/136, BMW, 1998
- SR1-98/138, Ford, 1999
- SR2-99/139, Alfa Romeo 3.0 12V, 1999
- SR2-99/140, Alfa Romeo, 1999
- SR2000/141, Alfa Romeo, 2000
- SR2000/142, Alfa Romeo, 2000
- SR2001/143, Alfa Romeo, 2001
- SR2001/144, Alfa Romeo, 2001
- SR2001/145, Alfa Romeo, 2001
- SR2001/146, Alfa Romeo, 2001
- SR2002/147, Alfa Romeo, 2002
- SR2002/148, Nissan, 2002
- LMP2-04/152, Judd, 2004
- LMP2-04/157,nach Kundenwunsch,2006
- LMP2-04/158,nach Kundenwunsch,2006
- LMP2-08/165, Judd, 2008
- LMP2-08/166, Judd, 2008